# 岡部玲子
岡部 玲子（おかべ れいこ、1986年6月3日 - ）は、日本のタレント、アイドル。本名、松林 玲子。
東京都出身。所属事務所はON-JIN。

## 来歴
テレビ東京系列のオーディション番組『夢☆おうえん隊』（司会：チェリッシュ）にて選抜され、同番組のアイドルグループ『ゆめっこ☆娘』の一員として神戸みゆきらと共に活動する。さらに1998年から1999年にかけて、岡部令子名義で浅川ちひろ（後の浅川稚広）とアイドルユニット「ペパーミント（PepperMint）」を結成し活動していた。
その後、フジテレビ系列の情報番組『めざましテレビ』ではリポーターをこなしバラエティ番組からモデル、CMなどにも活動の幅を広げている。なお、おかめ納豆初代CFのおかめちゃんであった。
JRA元騎手（現・競馬評論家）の岡部幸雄とは遠縁の親戚関係にある。
近年は、グリーンチャンネルなどの競馬番組の司会などを務めている。
2010年4月1日のエイプリルフールにフリーのラジオディレクターと結婚したことを公式ブログで発表。同年5月10日付けのブログで妊娠していることを発表、同年9月25日に男児を出産した。
2011年12月30日に自身が総合プロデュースを行うブランド『shoeshine2011』がオープン。子育てをするお母さんのための総合ブランドとしてオープンした。
2016年、第2子妊娠を発表。2017年春に出産した。

## 出演

### 現在出演中の番組
- 中央競馬全レース中継日曜午後担当（グリーンチャンネル）

### 過去の主な出演番組
- BAY LINE GO!GO! - 木曜パーソナリティ（bayfm）
- 岡部玲子のドカーンと一発万馬券!（MONDO21）
- とりあえずイイ感じ。 - プレゼンター（日本テレビ）
- 王様のブランチ - 中継リポーター（2000年4月 - 9月、TBS）
- めざましテレビ～走れ!!めざまし調査隊～ - リポーター（フジテレビ）
- 恋するアミパラ - リポーター（テレビ朝日）
- FUTURE PIRATE - 司会（BS朝日）
- あしたのG - スタジオレギュラー （フジテレビ）
- 汐留スタイル! - 「おトメちゃんズ」として金曜日レギュラー（日本テレビ）
- 中野英雄のおやじでいこう! - アシスタント（ラジオ日本）
- 松本和巳のカイシャをつくろう! - アシスタント（文化放送）
- BAY LINE 7300 - 木曜パーソナリティ（bayfm）
- J-HITS POWER STATION - 火曜パーソナリティ（FM-FUJI）
- クラシックパーク（グリーンチャンネル）
- 日曜レース展望KEIBAコンシェルジュ（グリーンチャンネル）
- エキサイティング競馬 - 司会アシスタント（福島テレビ、4月・11月の福島開催時）
2010年4月18日は体調不良で休演。なお福島夏開催はフジテレビが制作を主導（福島テレビは技術協力）。
- 亀和田武が行く競走馬のいる風景2（グリーンチャンネル） - ナレーション
- シャキット!（千葉テレビ放送） - 月・火MC

※以上は全てレギュラー番組。

### CM
- 天外魔境ZERO（スバル役）

### その他
- 劇場空間天外ごっこ 誰がハドソン夢まつり'95（スバル役）[6]

## 写真集
- Life with me（2001年4月、三和出版、撮影：野川イサム）ISBN 978-4883568192